# Web design
Il webdesign o web design (lett. "progettazione per il world wide web") è un'espressione anglosassone utilizzata anche nella lingua italiana per indicare la fase di progettazione e di sviluppo tecnico di un sito web o di un videogioco.
Il web designer è colui che progetta e crea le singole pagine web: in generale è il responsabile del funzionamento tecnico del sito, della comunicazione in esso presente, dell'aspetto grafico e del coinvolgimento degli utenti che visitano il sito (user experience). Il web designer è anche il responsabile finale della qualità di un sito web e garantisce che i siti siano accattivanti dal punto di vista grafico, abbiano un buon impatto visivo, siano semplici da navigare, compatibili con le esigenze dei visitatori e accessibili utilizzando browser e dispositivi diversi: a lui spetta il compito di coniugare design e navigazione mediante l'utilizzo delle tecnologie digitali disponibili.
Il web design, nato con lo svilupparsi del World Wide Web, presenta analogie teoriche con l'architettura: così come un architetto nella costruzione di un palazzo, infatti, il web designer deve disporre di competenze che vanno dallo studio del singolo elemento, alla complessità del progetto, e avere competenze relative a comunicazione digitale, usabilità e accessibilità.

## Figure coinvolte
La realizzazione di un sito web è un'operazione che coinvolge diverse competenze e le figure professionali implicate variano in funzione della complessità del progetto e del budget: l'analista che raccoglie le richieste del cliente, il graphic designer che crea i vari elementi grafici o l'intera bozza dell'interfaccia grafica, il web designer che oltre a progettare l'aspetto visivo del sito, crea le pagine web, trasformando la bozza grafica in pagine interattive accessibili dal web. Progetti più evoluti richiedono inoltre figure più specifiche come il web architect (o progettista web) che è il responsabile e coordinatore di tutto il progetto web e delinea l'architettura generale di un sito in tutte le sue componenti tecniche e funzionali, il Web Master che è la figura tecnica-amministrativa che gestisce un sito dopo la sua pubblicazione on-line, specialisti di web marketing per definire le strategie di comunicazione promozionale, esperti di copywriting per redigere o correggere i contenuti, sviluppatori web che creano i codici che compongono le varie pagine web, programmatori web che si occupano di generare applicazioni dinamiche per aggiungere funzioni interattive più specifiche. In grandi aziende possono essere presenti figure ancora più specifiche come il mobile developer, il database manager, il community e reputation manager, l'online store manager, il web account manager ecc. tutte figure specifiche per la gestione di alcuni aspetti particolari di un progetto web.
A causa della natura polifunzionale del web, che viene utilizzato per motivi comunicativi, tecnici, funzionali, promozionali ecc. le tipologie delle figure che sono dietro ad un progetto di web design variano molto in base alla natura, alla specificità ed alla complessità del progetto web da realizzare, ma in generale ricadono tutte su uno (o più di uno) dei 4 gruppi principali: 
1. Figure progettuali:  Web Architect, Web Designer, Web Project manager ecc.
2. Figure tecniche:  Web Designer, Grafico, Mobile developer, Web Developer ecc.
3. Figure di comunicazione e marketing: Web account manager (Commerciali), Web Marketers, Copywriters, Community e reputation manager, ecc.
4. Figure gestionali e di supporto: Web Master, On-line store manager, Web account manager, Database administrator, Web security expert ecc.

### Web designer

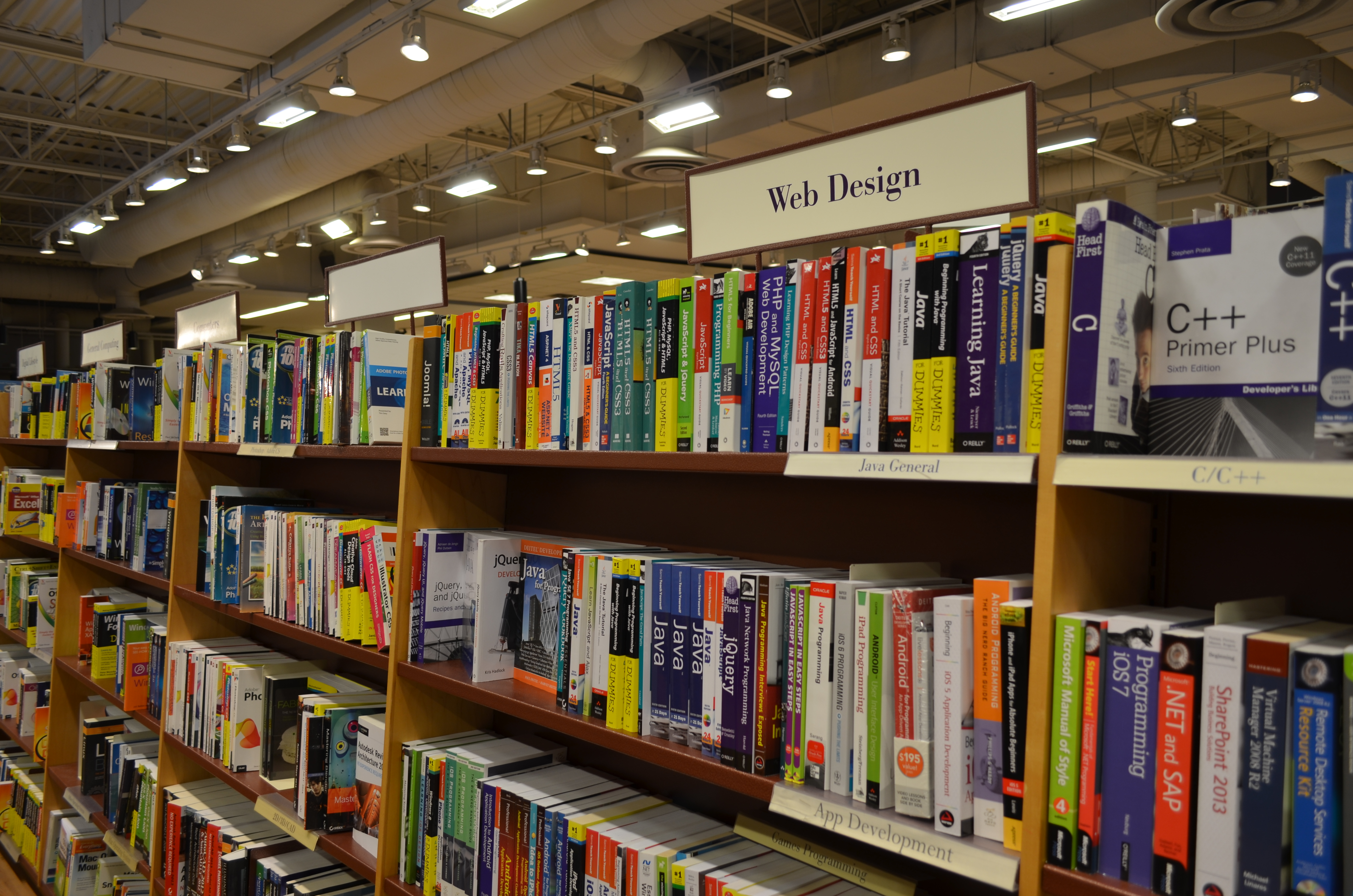
Libri di web design in un negozio

Il web designer svolge due compiti principali: da un lato progetta la comunicazione visiva e auditiva di un sito web e dall'altro codifica in linguaggio web (codice HTML & CSS) creando le singole pagine di un sito, a volte partendo dalla bozza grafica realizzata da un graphic designer. Esistono infatti numerosi web designer che sono esperti anche nel campo del graphic design, mentre è più rara la situazione inversa.
Il web designer può essere un freelance competente in più campi, ma per lavori di alta complessità collabora spesso con un team di sviluppatori ed esperti nei singoli settori. Può pertanto anche lavorare in una web agency o in uno studio tecnico/associato o ancora all'interno dell'organico di una grande società, nel settore marketing o pubblicitario.
Conoscenze basilari di un web designer sarebbero: design, comunicazione, linguaggi di markup (X)HTML, CSS, HTML5, CSS3, Responsive Web Design, JavaScript e jQuery.
Conoscenze di sviluppo codice (PHP, ASP.NET, JSP), sono invece solitamente demandate allo sviluppatore web.
La conoscenza delle grammatiche standard emanate dal W3C è necessaria per rendere i siti intercompatibili e navigabili nel modo più uniforme utilizzando i vari browser e sistemi informatici. Altri test accompagnano la creazione del sito, tra questi quelli di accessibilità (le cui direttive sono anch'esse emanate dal W3C col nome di WCAG) e di usabilità, solitamente svolti da esperti appositamente dedicati. Tra i vari fattori da considerare vi sono il colore, l'utilizzo della tastiera per navigare, la resa di oggetti multimediali quali audio e video anche in forma testuale per i non udenti o non vedenti, e altri parametri.

## Strumenti
Gli strumenti di lavoro più ampiamente utilizzati sono software quali editor web e per fogli di stile (CSS) e pacchetti di elaborazione grafica vettoriale e bitmap.
La validazione di conformità alle grammatiche formali del W3C può essere effettuata tramite un apposito validatore online. Software e procedure specialistiche sono disponibili per il controllo dell'accessibilità ed usabilità.